# Angelo Boccardi
Angelo Boccardi (Livraga, 11 febbraio 1928 – Bologna, 22 ottobre 2020) è stato un calciatore italiano.

## Carriera
Cresce tra le file del Codogno, con cui esordisce nell'immediato dopoguerra in Serie C. Su segnalazione di Bruno Arcari viene acquistato dal Bologna, che lo gira in prestito al Pescara, in Serie B. Rientrato a Bologna, dopo una stagione di anticamera esordisce in Serie A il 18 settembre 1949 nella sconfitta esterna contro il Bari, disputando da titolare l'intera stagione.
Nella stagione successiva rimane vittima di un grave infortunio, che lo tiene fermo per un anno intero; al rientro non riesce a recuperare il posto da titolare, collezionando fino al 1954 11 presenze, concentrate nella stagione 1951-1952. Viene quindi ceduto all'Atalanta, inizialmente in prestito, e vi disputa sette stagioni consecutive, giocando con una certa continuità tra Serie A e Serie B, e conquistando da titolare la promozione nella massima serie al termine del campionato 1958-1959.
Appende le scarpette al chiodo a 33 anni, nel 1961, ma tre stagioni più tardi torna a difendere la porta del Codogno, a causa degli infortuni che avevano colpito i due portieri della formazione lombarda prima della partita contro il Corsico.

## Palmarès

### Club

#### Competizioni nazionali
- Serie B: 1

Atalanta: 1958-1959